# サミーとシェリー2 僕らの脱出大作戦
『サミーとシェリー2 僕らの脱出大作戦』（サミーとシェリーツー ぼくらのだっしゅつだいさくせん、原題：A Turtle's Tale 2: Sammy's Escape from Paradise）は、2012年8月15日に発売されたベルギーとフランスが共同で制作したアニメーション映画（オリジナルビデオ）。『サミーとシェリー 七つの海の大冒険』（2010年）の続編である。
日本では2015年8月5日にAMGエンタテインメント（販売元：ソニー・ピクチャーズエンタテインメント）から日本語吹き替え版のBlu-ray Disc（規格品番：BAS-80575）とDVD（規格品番：	
TADD-80575）が発売されている。パッケージのキャッチコピーは「ウミガメたちが帰ってきた! 勇気を頼りに危険に立ち向かう、小さなウミガメたちの大冒険!!」。

## キャスト
| 役名          | 英語版声優                   | 日本語吹替     |
| ------------- | ---------------------------- | -------------- |
| サミー        | ジョニー・ウェスリー         | 野島昭生       |
| シェリー      | ミリー・マップ               | 秋山友香       |
| レイ          | トーマス・リー               | 伝坂勉         |
| アナベル      | カミーユ・ラバディ           | 小野愛美       |
| エラ          | シャイロー・ウーストウォルド | 伊藤かな恵     |
| リッキー      | カーター・ヘイスティングス   | 芹澤優         |
| コンスエロ    | ブリジット・ゴンザレス       | 有賀由樹子     |
| マヌエル      | ディノ・アンドレイド         | 砂山哲英       |
| ジンボ        | ビル・パークス               | 野川雅史       |
| アボット      | ディノ・アンドレイド         | 長瀬祐         |
| ビッグD       | デニス・オコナー             | 越後屋いんちき |
| アルバート    | ダグ・ストーン               | 落合福嗣       |
| 館長          | ジェイレン・アマディアール   | 荒井勇樹       |
| ドン          | -                            | 諸橋知彦       |
| ルル(1)(2)(3) | -                            | 白川周作       |
| コステロ      | -                            | 田辺朋志       |
| マルコ        | ジョン・カーサー             | 河合みのる     |
| アキフ        | -                            | 尾之上恵美     |
| フィリップ    | ジョーイ・ダウリア           | 桂一雅         |

日本語版制作スタッフ
日本語版制作：AMG Studio

## スタッフ
- 監督：ベン・スタッセン（英語版）、ヴィンセント・ケステルート
- 製作：ジーナ・ギャロ、ミミ・メイナード（英語版）、ドモニク・パリス、ベン・スタッセン（英語版）、ベン・スタッセン（英語版）、キャロライン・ヴァン・イセゲム
- 脚本：ドモニク・パリス
- 製作総指揮：エリック・ディレンズ
- 音楽：ラミン・ジャヴァディ